# Каура (Чад)
Каура (фр. Kaoura) — деревня и супрефектура в Чаде, расположенная на территории региона Восточный Эннеди. Входит в состав департамента Ам-Джерес.

## Географическое положение
Деревня находится в северо-восточной части Чада, в пределах южной части плато Эннеди, на расстоянии приблизительно 925 километров к северо-востоку от столицы страны Нджамены.

## Климат
Климат деревни характеризуется как аридный жаркий (BWh в классификации климатов Кёппена). Среднегодовая температура воздуха составляет 26 °C. Средняя температура самого холодного месяца (января) составляет 20,3 °С, самого жаркого месяца (июня) — 30,4 °С. Расчётная многолетняя норма осадков — 112 мм. В течение года количество осадков распределено неравномерно, основная их масса выпадает в период с июня по октябрь. Наибольшее количество осадков выпадает в августе (56 мм).

## Население
По данным официальной переписи 2009 года численность населения Кауры составляла 15 093 человек (8257 мужчин и 6836 женщин). Дети в возрасте до 15 лет составляли 45,7 % от общего количества жителей супрефектуры.